# Каменка (Заводоуковський міський округ)
Ка́менка (рос. Каменка) — присілок у складі Заводоуковського міського округу Тюменської області, Росія.
Населення — 63 особи (2010, 98 у 2002).
Національний склад станом на 2002 рік:
- росіяни — 96 %